# Solenopsis seychellensis
Solenopsis seychellensis är en myrart som beskrevs av Auguste-Henri Forel 1909. Solenopsis seychellensis ingår i släktet eldmyror, och familjen myror. Inga underarter finns listade i Catalogue of Life.

## Bildgalleri

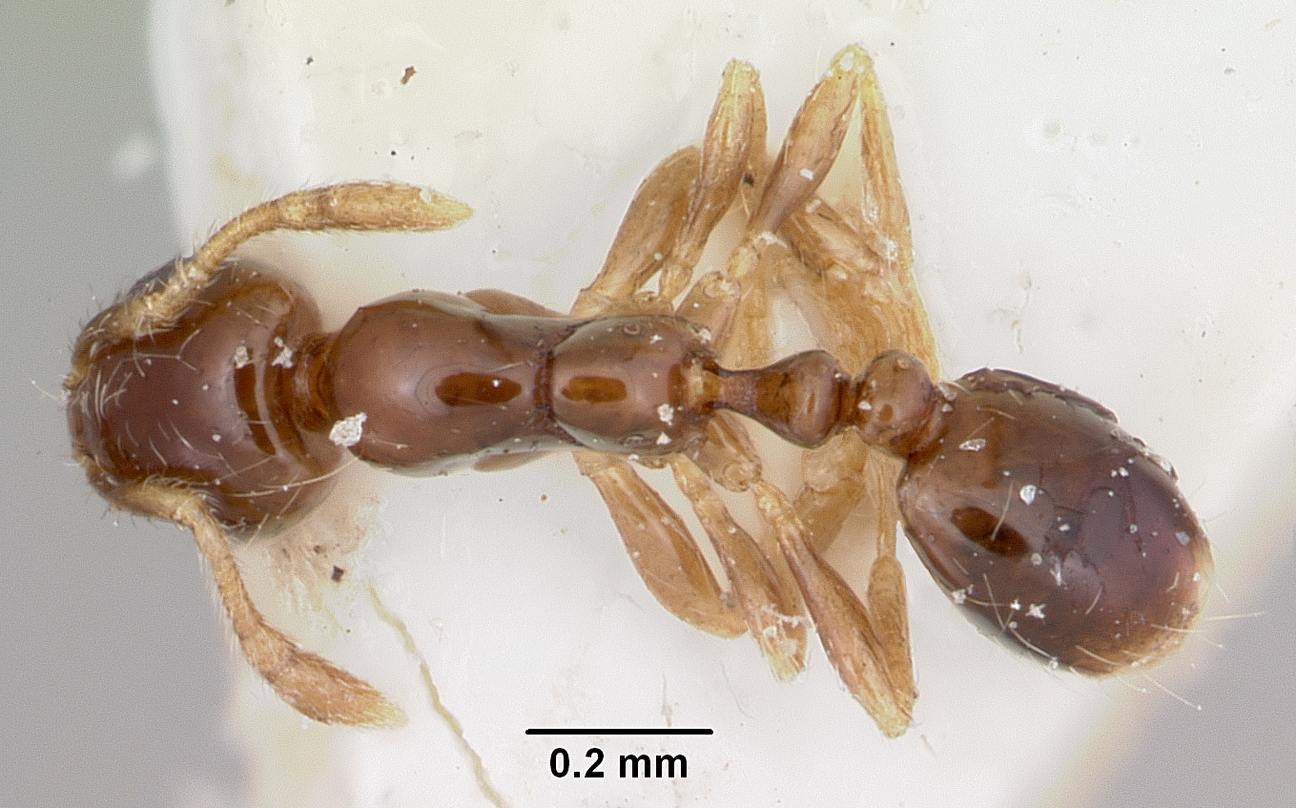
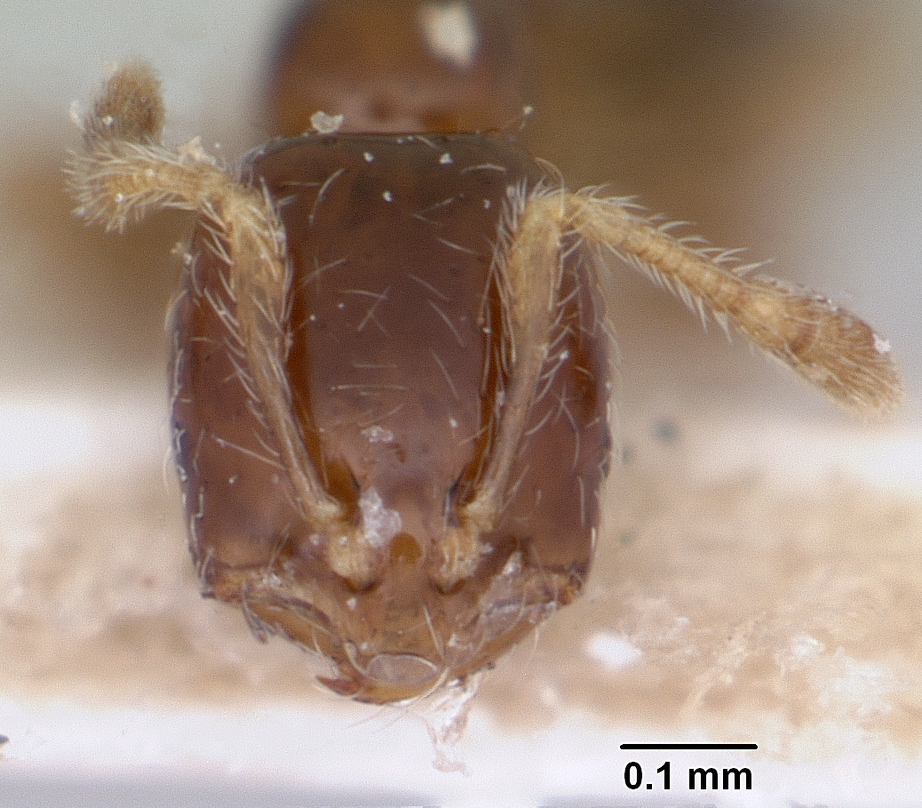
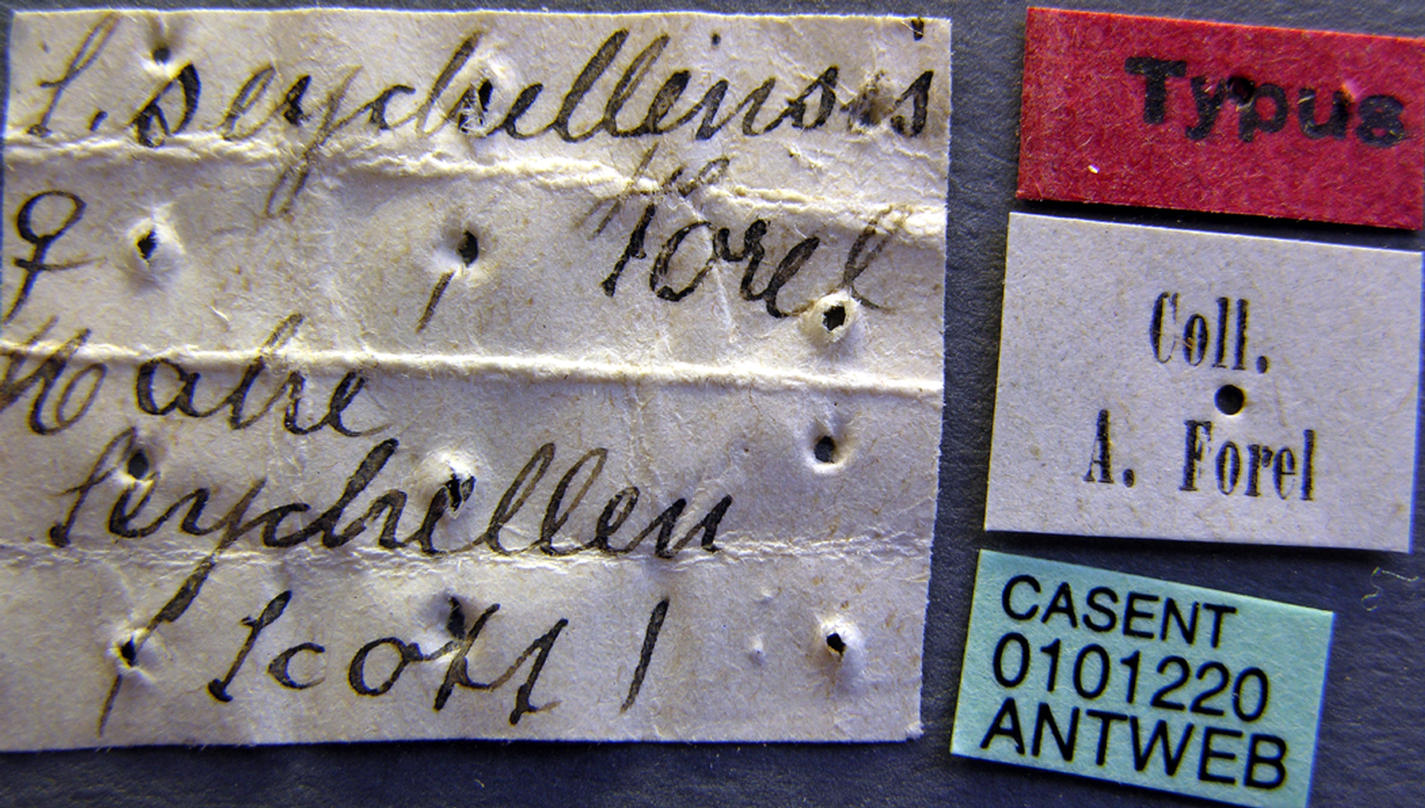
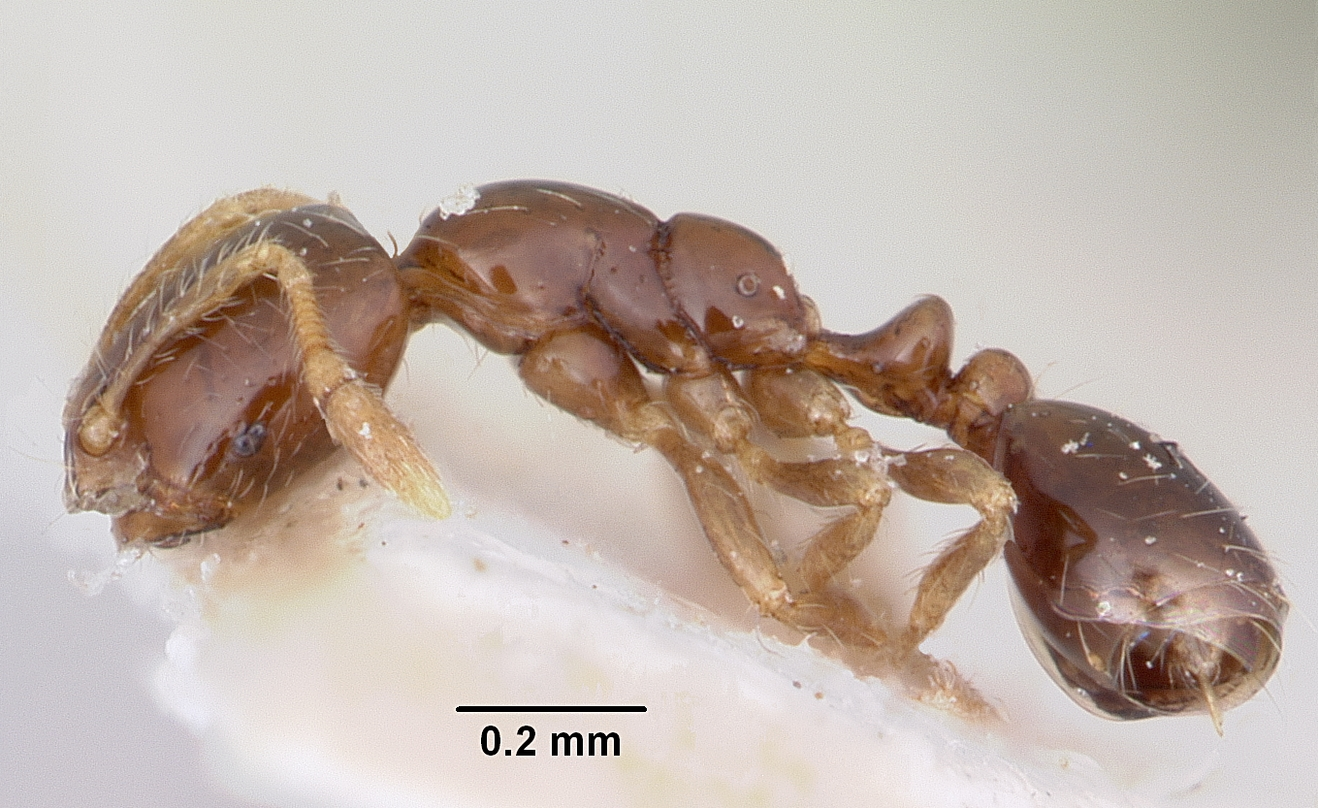
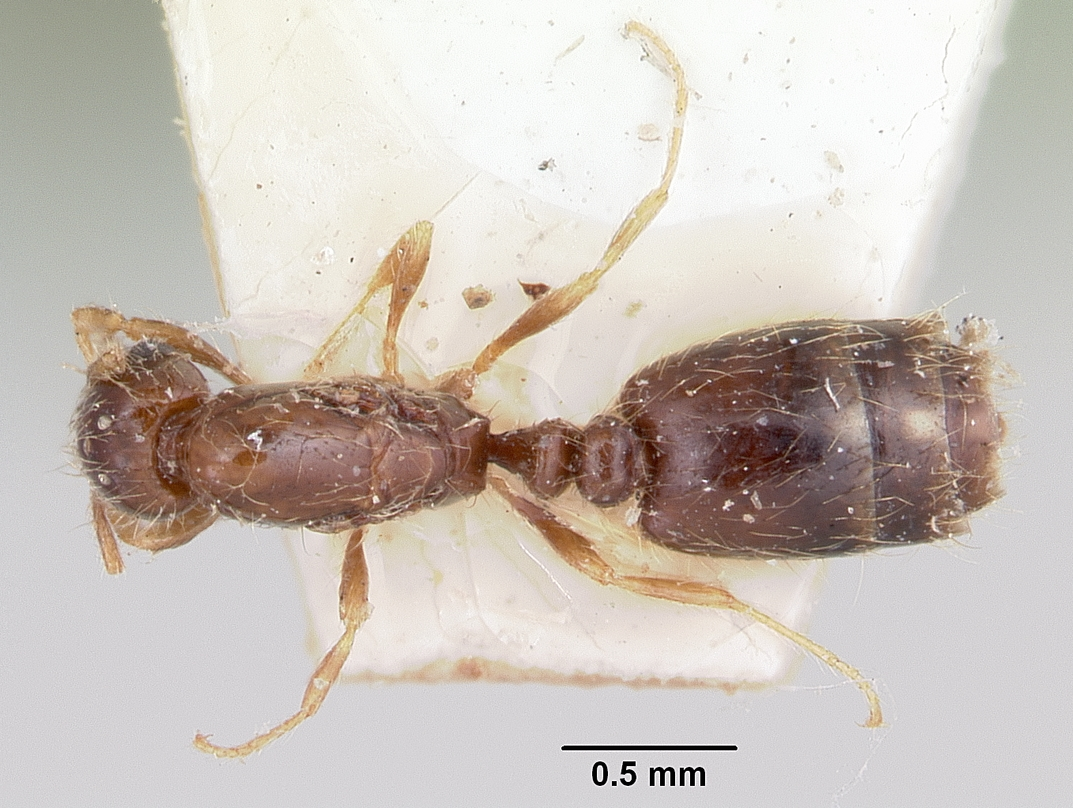
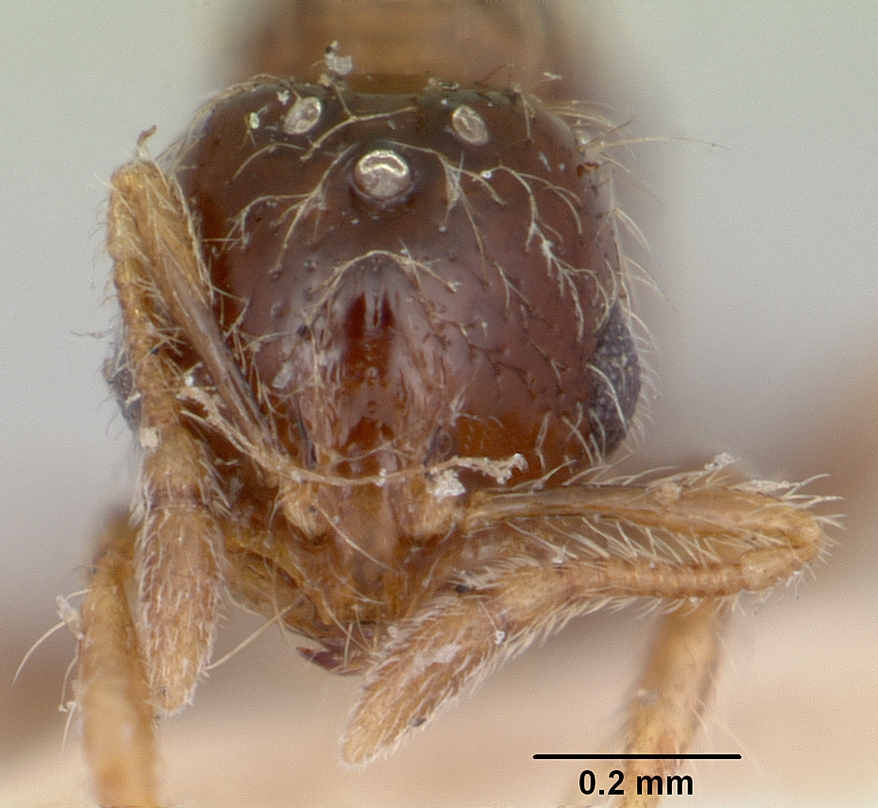